# Castellfollit de la Roca
Pour les articles homonymes, voir Castellfollit et Roca.
Castellfollit de la Roca est une commune espagnole de la province de Gérone, en Catalogne, en Espagne dans la comarque de Garrotxa.

## Géographie
La commune se trouve dans le Parc naturel de la Zone volcanique de la Garrotxa. C'est une des plus petites municipalités d'Espagne, avec moins d'un kilomètre carré.
Le village est bâti sur une falaise basaltique, dénommé la cinglera de Castellfollit, qui fait une cinquantaine de mètres de hauteur sur environ un kilomètre de long.
Cette falaise est un exemple caractéristique d'inversion de relief. Il y a 217 000 ans, une coulée de lave du volcan de Batet de la Serra (Olot) s'épancha dans la vallée du fleuve Fluvià. 25 000 ans plus tard, elle fut recouverte par la lave des volcans de Begudà (Sant Joan les Fonts), coulée qui se cristallisera sous forme d'orgues basaltiques.
Le fleuve Fluvià et un de ses affluents, la rivière Toronell, durent se frayer un nouveau chemin. Les coulées de lave superposées étant plus dures que les matériaux environnant, l'eau éroda les parois de l'ancienne vallée plutôt que les basaltes. Au fil des 200 000 ans passés, les coulées se retrouvèrent donc perchées en crête.

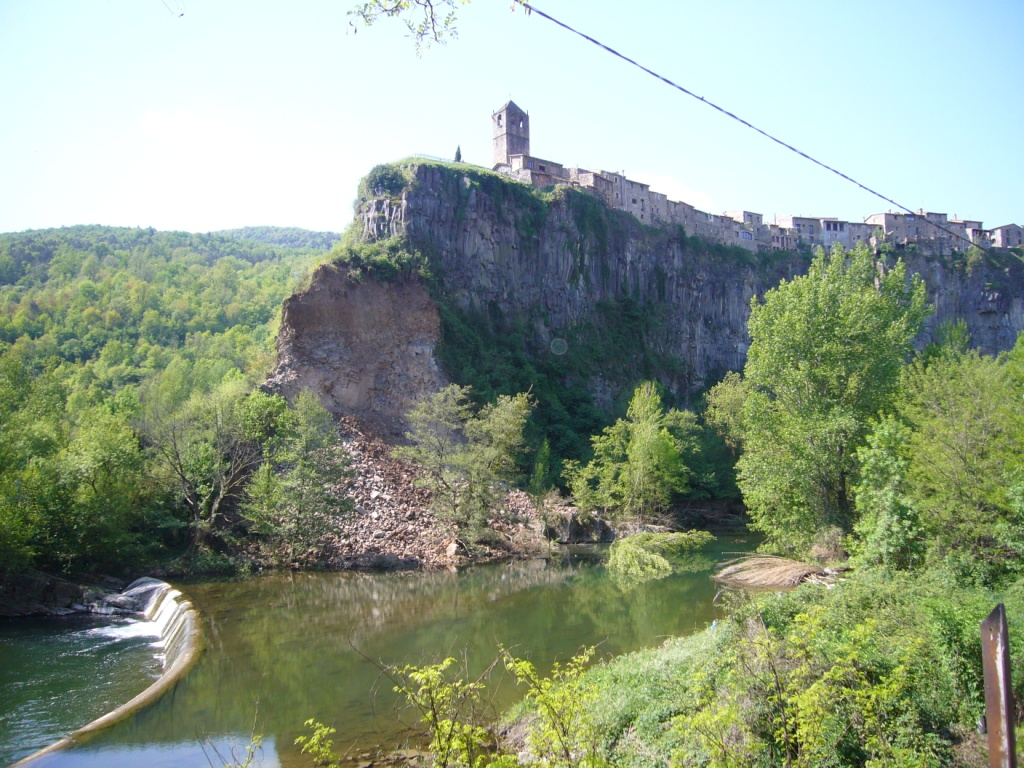
Le fleuve au pied du village. Photo Nasobema lyricum

L'image spectaculaire du village perché sur le promontoire fut de nombreuses fois peinte et photographiée.

## Histoire
Il y a deux versions sur l'origine du nom Castellfollit de la Roca :
- La première est basée sur l'existence d'un château local. Ainsi, le village est cité dès 1006 avec le nom de "Kastro Follit". Dans d'autres documents, apparaissent les noms de "Castro-Follito" et de "Castello-Follito". La référence au mot "follit" peut trouver son origine dans le type de construction laminée, à savoir, faite avec des ardoises. Comme on ne trouve pas ce genre de roche dans la région, on pense que le nom est dû à la similitude avec le basalte.
- La seconde écarte toute idée de construction militaire pour le mot castell, mais s'appuie sur la silhouette de la paroi basaltique, similaire à une forteresse. Le mot "follit", quant à lui, proviendrait de la forme de la paroi avec l'apparence de feuilles allongées.

Les mots "de la Roca" sont un ajout récent pour le différencier des deux autres villages catalans portant le même nom : Castellfollit del Boix et Castellfollit de Riubregós.

## Démographie
| 1996  | 1998 | 1999 | 2000 | 2001 | 2002  | 2003 | 2004 |
| ----- | ---- | ---- | ---- | ---- | ----- | ---- | ---- |
| 1 006 | 981  | 968  | 963  | 982  | 1 001 | 984  | 979  |

| 2005 | 2006 | - | - | - | - | - | - |
| ---- | ---- | - | - | - | - | - | - |
| 964  | 993  | - | - | - | - | - | - |

## Liste des maires
| Identité                                | Période      | Période      | Durée                       | Étiquette                        |
| Identité                                | Début        | Fin          | Durée                       | Étiquette                        |
| --------------------------------------- | ------------ | ------------ | --------------------------- | -------------------------------- |
| Moisès Coromina i Soler (d)             | 15 juin 1991 | 13 juin 2015 | 23 ans, 11 mois et 29 jours | Convergència i Unió              |
| Miquel Reverter i Tres (d) (né en 1974) | 13 juin 2015 | En cours     | 9 ans, 9 mois et 1 jour     | Gauche républicaine de Catalogne |

## Économie
Il y a dans la commune une carrière de basalte. Il s'agit de la seule qui soit actuellement en activité en Espagne. Son activité remonte de manière certaine à l'année 1929, bien que certains documents y fassent référence dès 1887.